# Cassis Open Provence 2021
Il Cassis Open Provence 2021 è stato un torneo maschile di tennis giocato sul cemento. È stata la 3ª edizione del torneo, facente parte della categoria Challenger 80 nell'ambito dell'ATP Challenger Tour 2021. Si è giocato allo Sporting Club des Gorguettes di Cassis, in Francia, dal 6 al 12 settembre 2021.

## Partecipanti

### Teste di serie
| Nazionalità | Giocatore             | Ranking* | Testa di serie |
| ----------- | --------------------- | -------- | -------------- |
| Francia     | Benjamin Bonzi        | 94       | 1              |
| Giappone    | Yasutaka Uchiyama     | 123      | 2              |
| Australia   | Christopher O'Connell | 126      | 3              |
| Kazakistan  | Michail Kukuškin      | 129      | 4              |
| Francia     | Lucas Pouille         | 133      | 5              |
| Francia     | Grégoire Barrère      | 136      | 6              |
| Austria     | Jurij Rodionov        | 140      | 7              |
| Regno Unito | Liam Broady           | 147      | 8              |

* Ranking al 30 agosto 2021.

### Altri partecipanti
I seguenti giocatori hanno ricevuto una wild card per il tabellone principale:
- Clément Chidekh
- Arthur Fils
- Luca Van Assche

I seguenti giocatori sono entrati in tabellone in tabellone come alternate:
- Hugo Grenier
- Tatsuma Itō
- Bernard Tomic
- Yosuke Watanuki

I seguenti giocatori sono passati dalle qualificazioni:
- Nicolás Jarry
- Hiroki Moriya
- Giovanni Mpetshi Perricard
- Ramkumar Ramanathan

I seguenti giocatori sono entrati in tabellone in tabellone come lucky loser:
- Arthur Cazaux
- Alexis Galarneau
- Laurent Lokoli

## Campioni

### Singolare
Benjamin Bonzi ha sconfitto in finale  Lucas Pouille per 7–6(4), 6–4.

### Doppio
Sriram Balaji /  Ramkumar Ramanathan hanno sconfitto in finale  Hans Hach Verdugo /  Miguel Ángel Reyes Varela per 6–4, 3–6, [10–6].